# Janne Holmén
Janne Sven-Åke Holmén, född 26 september 1977 i Jomala på Åland, är en före detta finlandssvensk friidrottare, son till europamästaren Nina Holmén. 
Janne Holméns främsta idrottsliga meriter är guld i maraton vid EM i friidrott 2002 samt en niondeplats vid VM i friidrott 2007. Han har också deltagit i Finnkampen ett flertal gånger under 1990- och 2000-talet, då i loppen över 10 000 och 5 000 meter. Holmén är finländsk rekordinnehavare i maraton och 10 kilometers landsvägslöpning.
Vid sidan av idrotten är Holmén historiker. Han disputerade den 5 maj 2006 vid Uppsala universitet på doktorsavhandlingen Den politiska läroboken: Bilden av USA och Sovjetunionen i norska, svenska och finländska läroböcker under Kalla kriget.
Holmén är gift med Laila Skah från Marocko, syster till Khalid Skah vinnaren av OS-guld på 10 000 meter vid OS i Barcelona 1992.
I juni 2009 meddelade Holmén i sin kolumn på YLE Sporten att han bestämt sig för att avsluta sin idrottskarriär. Orsaken enligt Holmén var brist på tid samt dålig form till följd av en lång återhämtningsperiod efter en operation av akillessenan.
Janne Holmén avslutade sin idrottskarriär på hemmaplan under de Internationella öspelen 2009 på Åland där han deltog i tre lopp och slog öspelsrekord på både 10 000 meter och halvmaraton-distanserna

## Personbästa
| Utomhus - 1 500 meter 3:54,21 (Mariehamn, Finland 21 juli 2001) - 3 000 meter 8:04,01 (Keuru, Finland 25 juni 1999) - 5 000 meter 13:35,62 (Villmanstrand, Finland 15 juli 2001) - 10 000 meter 28:09,94 (Åbo, Finland 15 juni 2003) - 10 km landsväg 28:31 (NR) (Madrid, Spanien 31 december 2002) - 10 km landsväg 29:03 (Oporto, Portugal 29 december 2002) - Halvmaraton 1:02:35 (Sevilla, Spanien 16 december 2007) - Halvmaraton 1:03:01 (Bristol, Storbritannien 7 oktober 2001) - Maraton 2:10:46 (NR) (Rotterdam 13 april 2008) | Inomhus - 3 000 meter – 8:21,12 (Jyväskylä, Finland 14 februari 1999) - 3 000 meter – 8:29,70 (Åbo, Finland 9 februari 1997) |